# 虞刚简
虞刚简（1163年—1226年），字仲易，一字子韶，人称沧江先生，南宋隆州仁寿（今四川仁寿县）人，虞允文的孙子。
乾道九年（1173年），虞刚简以郊恩授承奉郎，再被举礼部，淳熙十五年（1179年），监郫县犀浦镇酒税。之后历任华阳丞、成都府路都钤辖司干办公事、通判绵州。虞刚简被召入临安赴都堂审察，提举武夷山冲佑观。历任知渠州、黎州、果州、万州，嘉定八年（1215年），被御史弹劾罢官，闲居七年。嘉定十一年（1218年），起复为官，知简州。嘉定十五年（1222年），被擢升为夔州路提点刑狱，后来改任利州路提刑，有治绩。宝庆元年（1225年），虞刚简奉祠归乡。 宝庆三年（1227年）去世，时年六十四岁。他与临邛魏了翁，成都范仲黼、李心传等人，在成都东门外讲学，得程、朱微旨，著有《易诗书论语说》，以发明其义，成都人尊为师。其子虞㠭，知连州，以文学知名。虞㠭子虞汲。